# Alastaro

Wappen der ehemaligen Gemeinde Alastaro

Alastaro [ˈɑlɑstɑrɔ] ist eine ehemalige Gemeinde in der südwestfinnischen Landschaft Varsinais-Suomi. Zum Jahresbeginn 2009 wurde sie zusammen mit Mellilä in die Stadt Loimaa eingemeindet.
Die Gemeinde Alastaro hatte eine Fläche von 258,12 km² und zuletzt 2910 Einwohner (Stand 31. Dezember 2008). Zu ihr gehörten die Dörfer Ämmäinen, Auvainen, Hennijoki, Hintsala, Ilola, Kankare, Kojo, Koski, Lauroinen, Mälläinen, Männistö, Mökköinen, Niinijoensuu, Pispala, Reitola, Sikilä, Suutarla, Tammiainen, Vahvala, Vammala, Virtsanoja (Virttaa), Vännilä und Ylhäinen. Das ehemalige Gemeindegebiet ist landwirtschaftlich geprägt; die Tonböden der Gegend eignen sich gut zum Ackerbau.

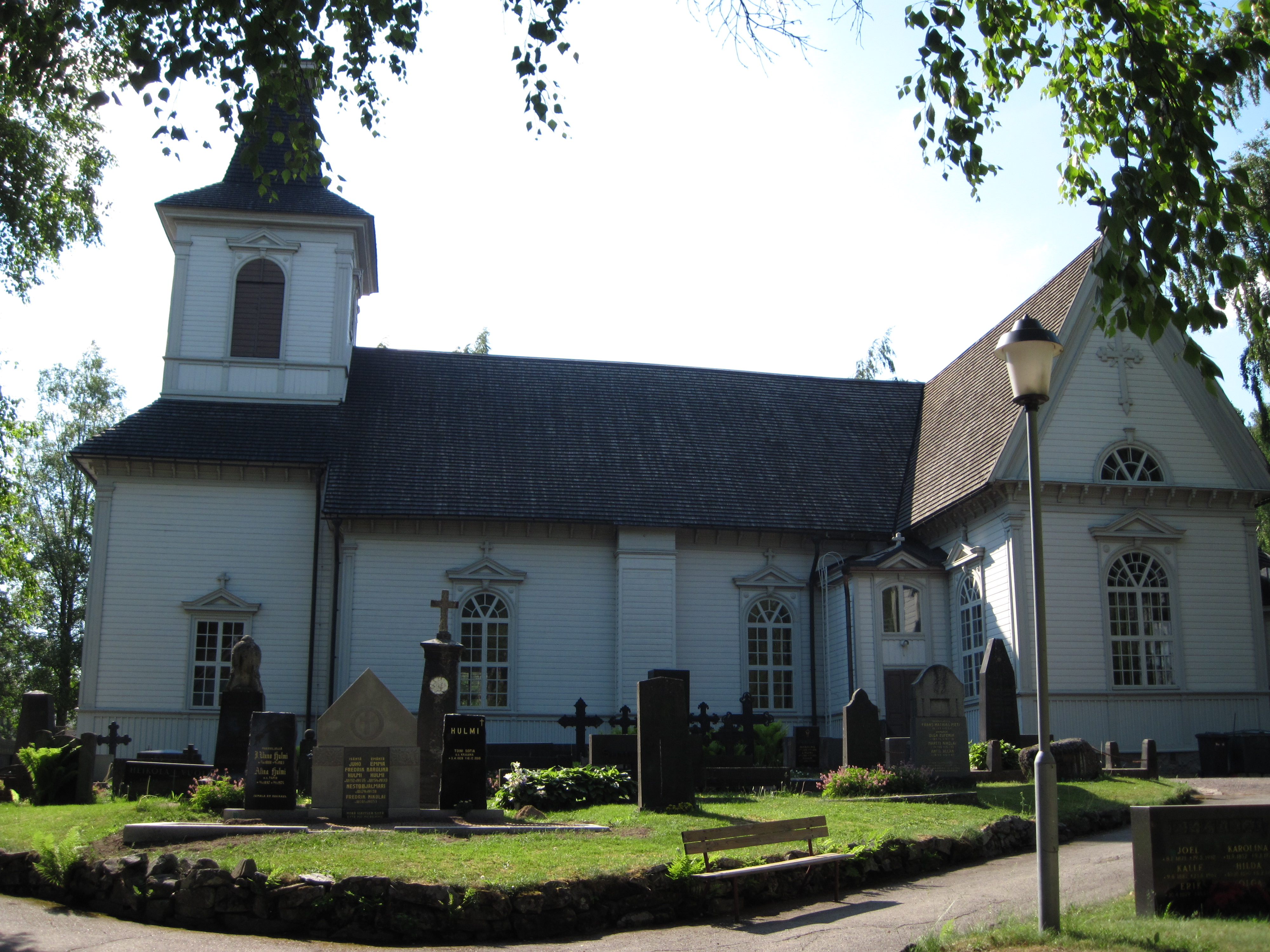
Die Kirche von Alastaro

Alastaro ist in Finnland vor allem für seine rund 2,7 km lange Rennstrecke Alastaro Circuit bekannt, auf der ganzjährig diverse Motorsportwettbewerbe ausgetragen werden. Die Holzkirche von Alastaro hat eine recht bewegte Geschichte: Sie wurde ursprünglich 1754 in Loimaa errichtet. Als in Loimaa eine neue Kirche erbaut wurde, erwarb die Kapellengemeinde Alastaro 1837 die alte Kirche. Sie wurde abgetragen und 1840–41 an ihrer jetzigen Stelle wieder aufgebaut. Ihre heutige Form erhielt die Kirche 1896–97, als sie unter der Ägide von Josef Stenbäck restauriert und umgebaut wurde. Eine zweite Kirche befindet sich im Dorf Virttaa. Sie ist ebenfalls in Holzbauweise errichtet und wurde 1845 fertiggestellt.